# Coppa Acerbo 1931
Coppa Acerbo 1931 je bila dvajseta neprvenstvena dirka v sezoni Velikih nagrad 1931. Odvijala se je 16. avgusta 1931 na dirkališču Circuito di Pescara. Istega dne je potekala tudi dirka Grand Prix du Comminges.

## Rezultati

### Dirka
| Poz | Št | Dirkač              | Moštvo                     | Dirkalnik          | Krogi | Čas/Odstop   |
| --- | -- | ------------------- | -------------------------- | ------------------ | ----- | ------------ |
| 1   | 11 | Giuseppe Campari    | Alfa Corse                 | Alfa Romeo Tipo A  | 12    | 2:19:42,4    |
| 2   | 20 | Louis Chiron        | Automobiles Ettore Bugatti | Bugatti T51        | 12    | + 2:07,0     |
| 3   | 12 | Tazio Nuvolari      | Alfa Corse                 | Alfa Romeo Tipo A  | 12    | + 5:35,4     |
| 4   | 21 | Achille Varzi       | Automobiles Ettore Bugatti | Bugatti T51        | 12    | + 6:53,2     |
| 5   | 16 | Luigi Fagioli       | Officine Alfieri Maserati  | Maserati 26M       | 12    | + 8:32,2     |
| 6   | 24 | Fancesco Severi     | Alfa Corse                 | Alfa Romeo 8C-2300 | 12    | + 10:53,8    |
| 7   | 18 | Umberto Klinger     | Officine Alfieri Maserati  | Maserati 26M       | 12    | + 11:09,4    |
| 8   | 23 | Renato Balestrero   | Privatnik                  | Bugatti T35C       | 12    | + 12:20,6    |
| 9   | 22 | Pietro Ghersi       | Privatnik                  | Bugatti T35B       | 12    | + 20:06,6    |
| Ods | 19 | Clemente Biondetti  | Officine Alfieri Maserati  | Maserati 26R       | 9     | Predrta guma |
| Ods | 15 | Ernesto Maserati    | Officine Alfieri Maserati  | Maserati V4        | 9     | Predrta guma |
| Ods | 17 | René Dreyfus        | Officine Alfieri Maserati  | Maserati 26M       | 8     | Predrta guma |
| Ods | 24 | Amedeo Ruggeri      | Privatnik                  | Talbot T700        | 5     | Trčenje      |
| Ods | 13 | Baconin Borzacchini | Alfa Corse                 | Alfa Romeo 8C-2300 | 1     | Motor        |
| Ods | 25 | Luigi Premoli       | Privatnik                  | Bugatti T35B       | 0     | Meh. okvara  |